# مؤسسة مصر الخير
مؤسسة مصر الخير هي مؤسسة تنموية غير هادفة للربح، تعمل في ستة مجالات لتنمية الإنسان: الصحة، التعليم، البحث العلمي، التكافل الاجتماعي، مناحي الحياة، ومجال التنمية المتكاملة على أمل القضاء على البطالة، والأمية، والفقر، والمرض.

## التأسيس
أنشئت مؤسسة مصر الخير عام 2007 بهدف الاستمرار لأكثر من 500 عام وذلك بالاستناد على هيكل مؤسسي لا يعتمد على الأشخاص بل على العمل المؤسسي، حيث تعمل بأحدث منهجيات العمل المؤسسي التنموي والحرفية من أجل تنمية الإنسان في خمس مجالات أساسيه (التعليم والصحة والتكافل الاجتماعي والبحث العلمي ومناحي الحياة) تحت مظلة واحدة هي مؤسسة مصر الخير.
تعتبر مؤسسة مصر الخير مؤسسة أهلية غير هادفة للربح مشهرة تحت رقم 555 لعام 2007 طبقا لأحكام القانون رقم 84 لسنة 2002، وتهدف إلى خدمة وتطوير وتمكين المجتمع المصري من أجل العودة للحياة الكريمة في جميع ربوع مصر. ليس لمؤسسة مصر الخير أي توجه سياسي أو ديني أو حزبي، وتستقبل أموال الزكاة والصدقات والتبرعات، حيث تقوم بصرف أموال الزكاة في مصارفها الشرعية. وتستثمر مؤسسة مصر الخير أموال الصدقات للحصول على عائد يتم إنفاقه على المشاريع التنموية.

## المهمة
المشاركة في بناء الإنسان وخدمته في مجالات التكافل الاجتماعي، والتعليم، والصحة، والبحث العلمي والابتكار، ومناحي الحياة على أمل القضاء على البطالة والأمية والفقر والمرض.

## المشروعات والاستثمارات
تهدف المؤسسة العمل في مجال استثمار من أجل إدارة أموال الصدقة والتبرعات العينية، وذلك حتى يتسنى لنا تحقيق أعلى عائد ممكن لاستثمارات المؤسسة حتى نتمكن من إدرار عائد مستمر للزكاة وللحفاظ على استمرارية مؤسسة مصر الخير المالية من خلال استثمار جزء من أموال الصدقات بما يحقق عائد مادى يحافظ على استمرارية أنشطة المؤسسة

### إدارة محفظة الاستثمار
تتم إدارة محفظة الاستثمار بحرفية ومهنية من خلال قطاع الاستثمار بمؤسسة مصر الخير وتحت إشراف لجنة الاستثمار التي تضم 5 من خبراء الاستثمار في مصر منهم 2 من أعضاء اللجنة التنفيذية والعضو المنتدب للمؤسسة ورئيس قطاع الاستثمار.

### شركة أرض الخير
أرض الخير هي شركة مساهمة مصرية وإحدى الشركات التابعة لمؤسسة “مصر الخير”. وهي تجسيد حديث لفكرة الوقف الخيري. أنشئت عام 2009 بهدف تسويق وتوزيع منتجات الوجه القبلي من خلال المشروعات الصغيرة والمتناهية الصغر، خاصة مشروعات الإنتاج الحيواني. ومع بداية عام 2011 أصبحت أرض الخير من الشركات الرائدة في مجال تنمية الثروة الحيوانية وإنشاء المزارع المتخصصة وتحسين سلالة الجاموس المصري في ربوع مصر بهدف المساعدة في توفير البروتين الحيواني (ألبان – لحوم) لجميع فئات المجتمع المصري.

### صندوق استثمار مصر الخير
يُعد الصندوق شكلاً جديداً من أشكال صناديق الإستثمار. فهو صندوق إستثمار متوازن ذو عائد دوري، حيث يُعتبر أول صندوق في السوق المصري يتيح إمكانية التبرع بكل أو جزء من العائد لتنمية المجتمع.

## وصلات خارجية
- الموقع الرسمي
- مؤسسة مصر الخير على موقع Google Play (الإنجليزية)